# Jacopo Marin
Jacopo Marin (24 marzo 1984) è un velocista italiano, vincitore della medaglia d'oro nella staffetta 4×400 metri ai campionati europei di atletica leggera indoor di Torino 2009 con i compagni di squadra Matteo Galvan, Domenico Rao e Claudio Licciardello.

## Progressione

### 400 metri piani
| Stagione | Tempo | Luogo    | Data      | Rank. Mond. |
| -------- | ----- | -------- | --------- | ----------- |
| 2014     | 48"32 | Orvieto  | 1-6-2014  | 1891º       |
| 2013     | 47"76 | Orvieto  | 19-7-2013 | 1072º       |
| 2012     | 47"93 | Parma    | 30-5-2012 | 1264º       |
| 2011     | 47"46 | Torino   | 25-6-2011 | 717º        |
| 2010     | 48"23 | Faenza   | 15-9-2010 | 1391º       |
| 2009     | –     | –        | –         | –           |
| 2008     | 47"48 | Ginevra  | 31-5-2008 | 702º        |
| 2007     | 46"99 | Velenje  | 28-6-2007 | 430º        |
| 2006     | 47"32 | Valenje  | 23-6-2006 | 569º        |
| 2005     | 48"58 | Rovereto | 1-5-2005  | n/d         |
| 2004     | 47"46 | Roma     | 26-6-2004 | 725º        |
| 2003     | 48"21 | Milano   | 27-6-2003 | n/d         |
| 2002     | 47"23 | Kingston | 16-7-2002 | 523º        |

### 400 metri piani indoor
| Stagione | Tempo | Luogo  | Data      | Rank. Mond. |
| -------- | ----- | ------ | --------- | ----------- |
| 2009     | 47"30 | Torino | 21-2-2009 | 82º         |
| 2008     | 48"15 | Genova | 23-2-2008 | n/d         |
| 2007     | 49"65 | Ancona | 18-2-2007 | n/d         |
| 2006     | 48"04 | Liévin | 5-3-2006  | n/d         |
| 2005     | 49"17 | Genova | 5-2-2005  | n/d         |

## Palmarès
| Anno | Manifestazione    | Sede     | Evento                | Risultato  | Prestazione | Note |
| ---- | ----------------- | -------- | --------------------- | ---------- | ----------- | ---- |
| 2002 | Mondiali juniores | Kingston | 400 metri piani       | Semifinale | 47"71       |      |
| 2003 | Europei juniores  | Tampere  | 400 metri piani       | Batterie   | 48"37       |      |
| 2009 | Europei indoor    | Torino   | Staffetta 4×400 metri | Oro        | 3'06"68     |      |

## Campionati nazionali
- 1 volta campione italiano assoluto della staffetta 4×400 metri (2010)

2004
- Argento ai campionati italiani assoluti di atletica leggera, 400 metri piani - 47"81

2006
- Argento ai campionati italiani assoluti di atletica leggera indoor, 400 metri piani - 48"65
- 5º ai campionati italiani assoluti di atletica leggera, 400 metri piani - 48"03

2007
- Argento ai campionati italiani assoluti di atletica leggera indoor, staffetta 4×1 giro - 1'27"81
- 4º ai campionati italiani assoluti di atletica leggera indoor, 400 metri piani - 49"65

2008
- Argento ai campionati italiani assoluti di atletica leggera indoor, staffetta 4×1 giro - 1'28"02

2009
- Bronzo ai campionati italiani assoluti di atletica leggera indoor, 400 metri piani - 47"30

2010
- Oro ai campionati italiani assoluti di atletica leggera, staffetta 4×400 metri - 3'11"35

2011
- 8º ai campionati italiani assoluti di atletica leggera indoor, 400 metri piani - 47"77

2013
- Argento ai campionati italiani assoluti di atletica leggera, staffetta 4×400 metri - 3'11"35